# Könitz (Adelsgeschlecht)

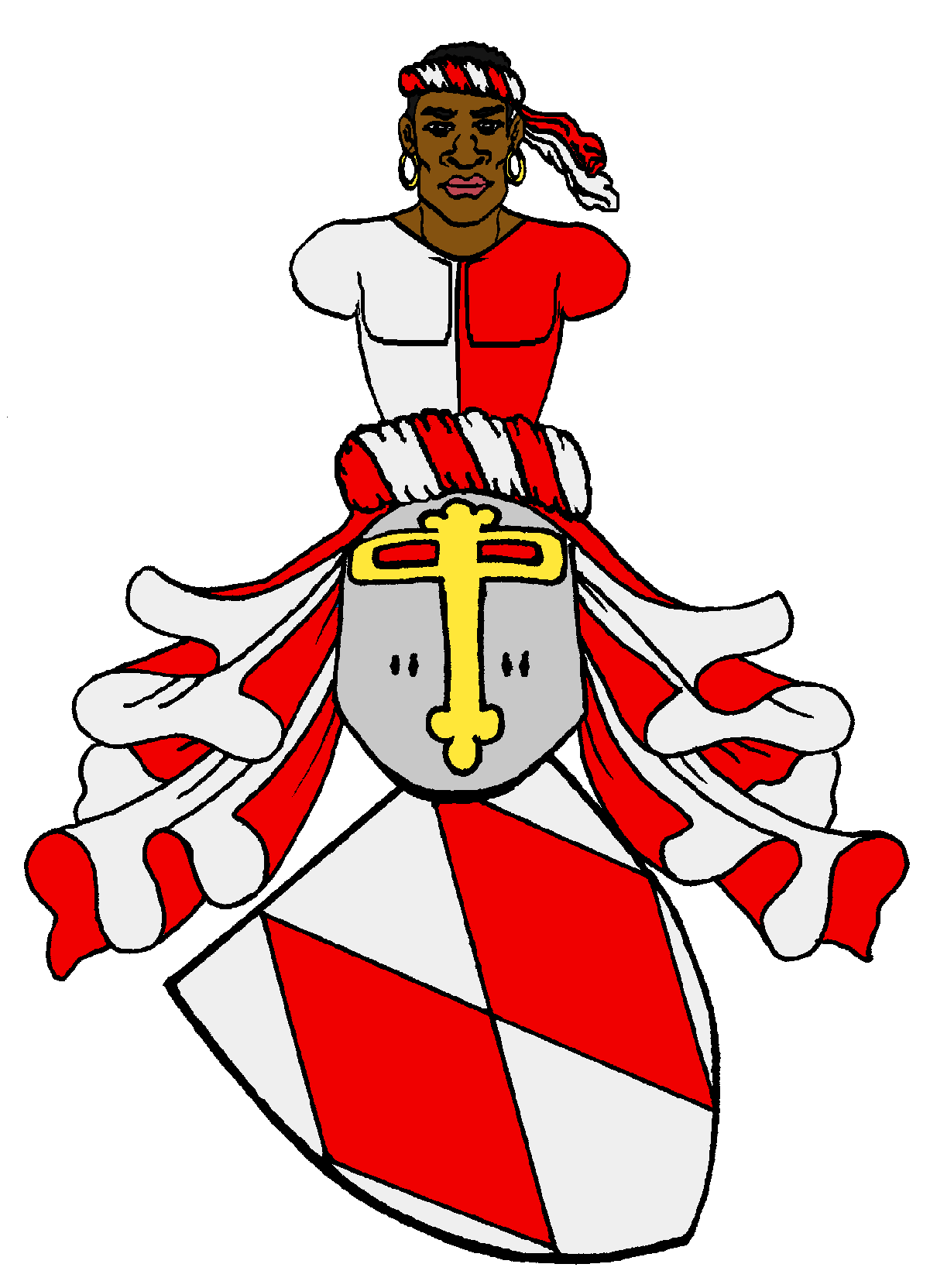
Stammwappen derer von Könitz

Die Herren von Könitz, später Freiherren von Könitz, waren ursprünglich ein thüringisches Adelsgeschlecht aus dem Orlagau, das sich später auch nach Franken und Bayern ausbreitete.

## Ursprung
Die Familie leitete ihren Ursprung der Legende nach von einem sarmatischen Dynastengeschlecht ab, das schon im 7. Jahrhundert zwischen Saale und Unstrut über eine sorbisch-wendische Bevölkerung geherrscht haben und 627 unweit Saalfeld das Schloss und den Ort Könitz, damals noch Conz genannt, angelegt haben soll. Die sorbische Bevölkerung wurde 928 unter Heinrich I. christianisiert und ging in den Thüringern auf.

## Geschichte

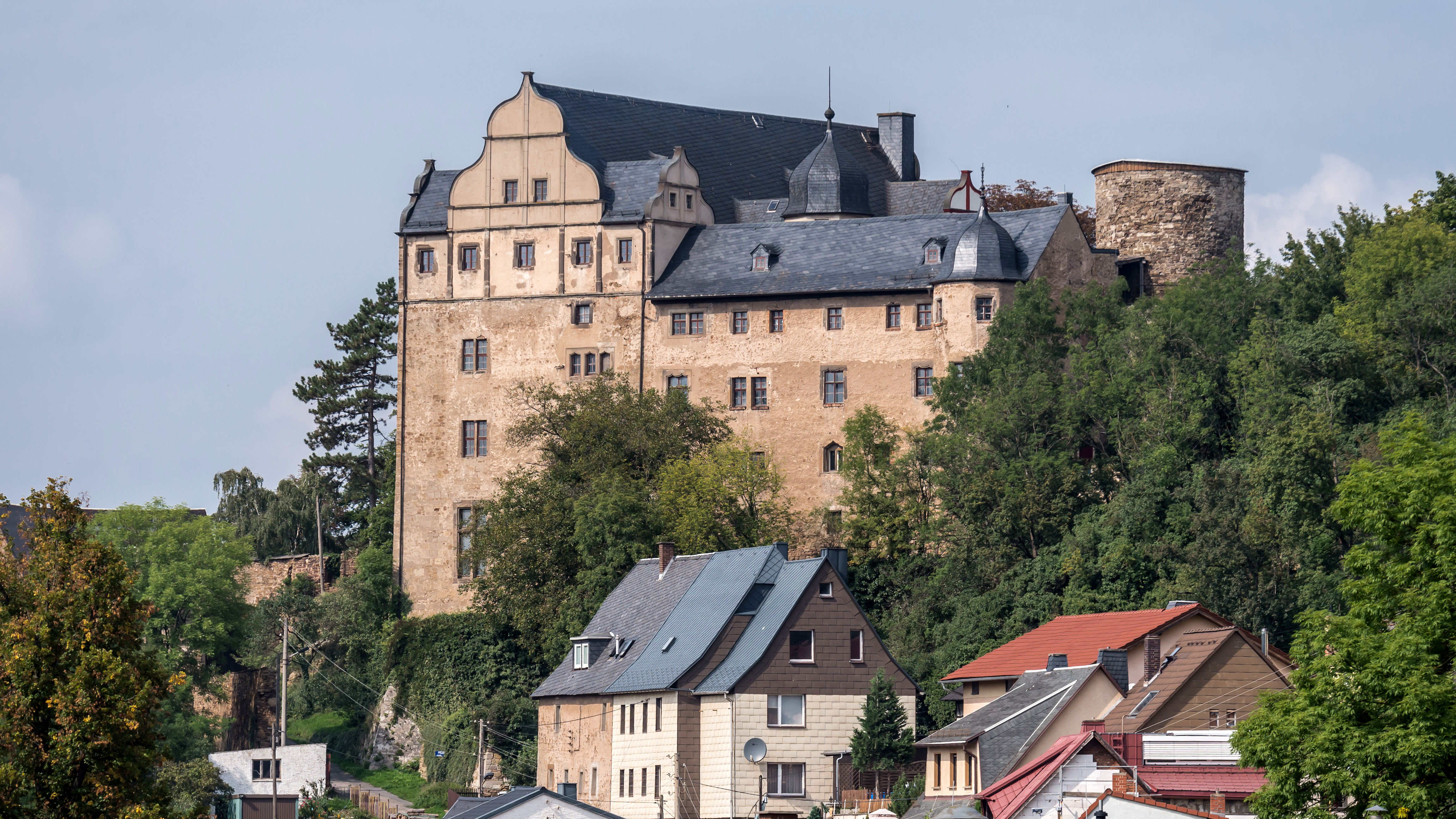
Burg Könitz

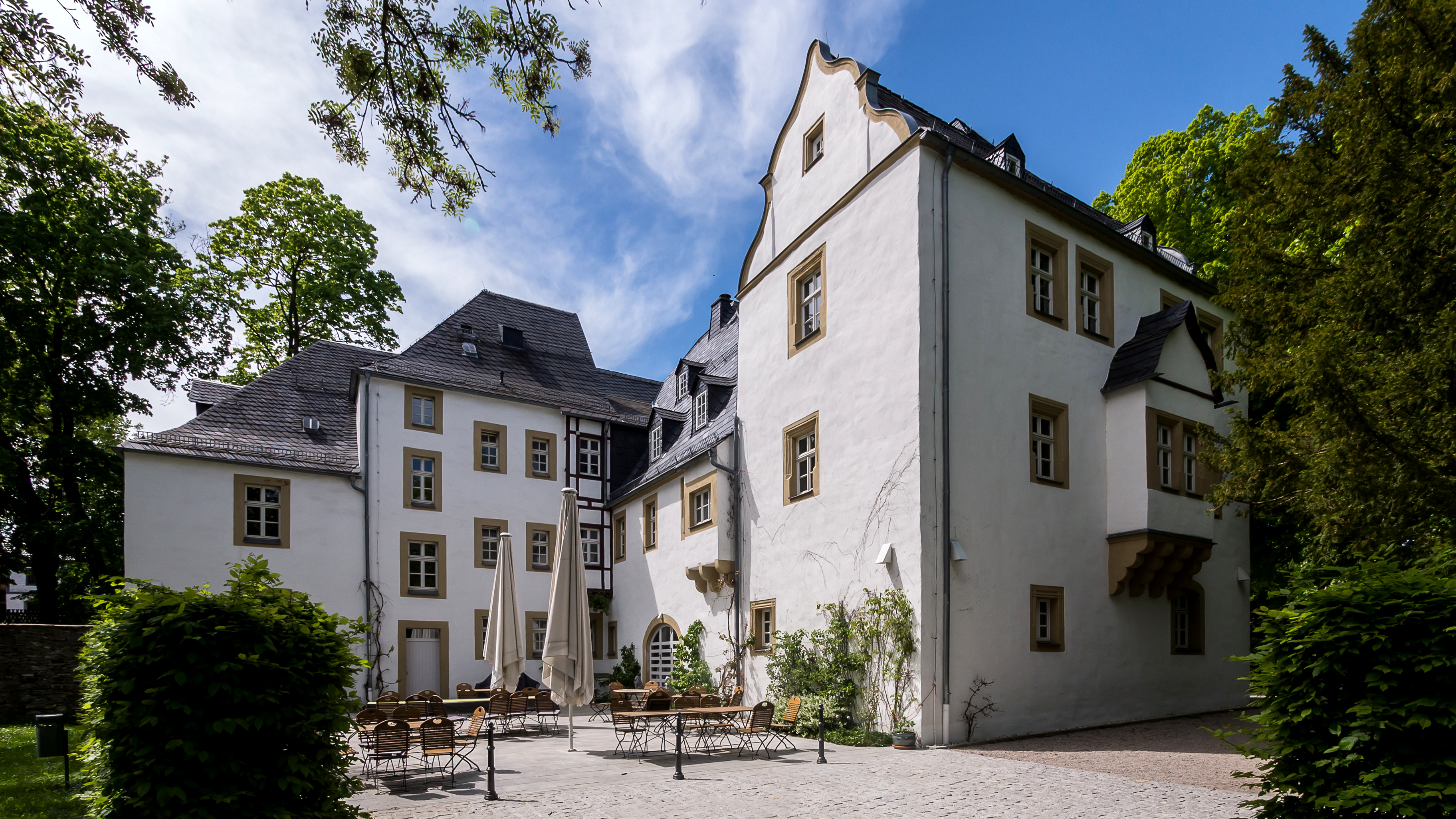
Schloss Eyba

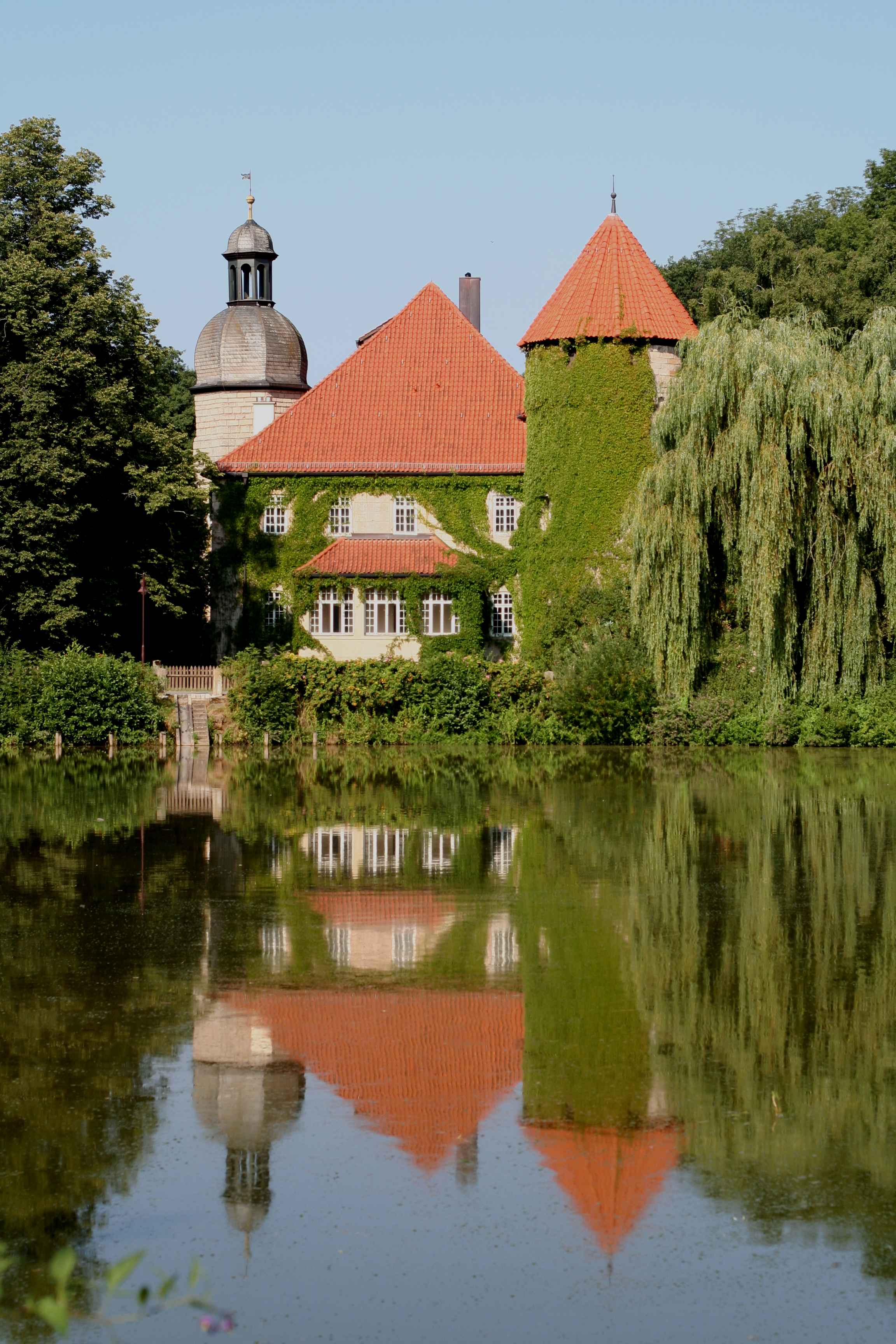
Wasserschloss Untersiemau

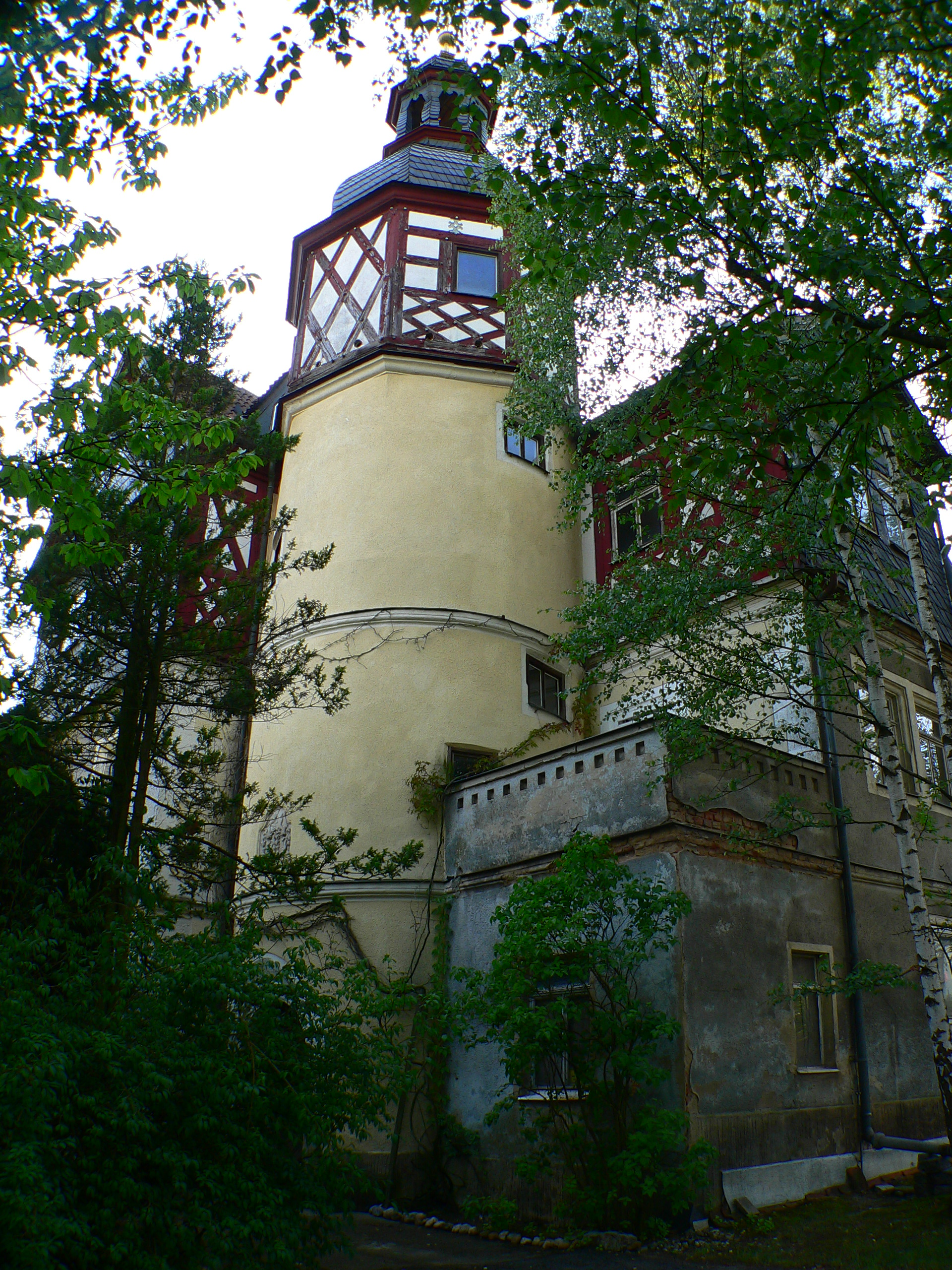
Oberes Schloss Untersiemau

1064 schenkte ein Adalbertus de Könitz den Ort Könitz nebst den Gütern Buch, Briesenitz und Quezin im Orlagau der Benediktinerabtei Saalfeld. 1125 wurde ein Albertus de Konitz genannt, 1244 lebte ein Merboth von Könitz bei Altenburg. Ein Albert v. K. schenkte 1282 dem Kloster zu Ilm bei Rudolstadt zwei Höfe zu Vogelstädt.
Am Beginn der ununterbrochenen Stammreihe steht Hartmann von Könitz (1179–1262), der mit Catharina zu Staffelstein aus einem meranischen Ministerialengeschlecht vermählt war. Urkundlich erscheint das Geschlecht erstmals am 14. September 1306 mit den Rittern (milites) „Otto et Henricus de Conez“.
1414 saßen Heinrich von Könitz und seine Gemahlin Käthe auf dem Gut Eyba. Die wahrscheinlich kinderlosen Eheleute verkauften ihren Besitz 1420/21 an ihre Verwandten, das Brüderpaar Hartmann II. und Jürgen von Könitz auf Kaulsdorf (Saale). 1435 teilten diese ihren Besitz, zu dem neben Kaulsdorf und Eyba unter anderem auch Lichtentanne gehörte (dort gibt es bis heute die Burgstelle Herrenhof). Peter von Könitz (1491–1559) war kursächsischer Kanzler und empfing am 23. März 1555 in Brüssel von Kaiser Karl V. die Lehen. Bei der Erneuerung der Erbverbrüderung zu Naumburg 1614 erschien Salomon von Könitz als kurbrandenburgischer Hofmeister.
Hans-Wilhelm von Könitz (* 1623) erwarb zu seinen Besitzungen Eyba, Wickersdorf, Lichtenthanne, Knobelsdorf und Hoheneiche auf der Saalfelder Höhe unweit der Saale die Ritterburgen Ober- und Niedersiemau im heutigen Untersiemau (Wasserschloss Untersiemau und Oberes Schloss Untersiemau), Weißenbrunn am Forst, Herath und einige kleinere Güter bei Coburg. Dadurch wurde die Familie in die fränkische Reichsritterschaft im Ritterkanton Baunach aufgenommen. Nach seinem Tod teilten sich seine Söhne die Besitzungen. Johann Ernst von Könitz (* 1659), sachsen-saalfeldischer Kämmerer und Schlosshauptmann, erhielt die Rittergüter Eyba, Wickersdorf, Arnsgereuth, Knobelsdorf und Volkmannsdorf und begründete die thüringische Linie. Johann Dietrich (* 1662) wurde in Untersiemau, Weißenbrunn und Klein-Heirath Stifter der fränkischen Linie. Diese erlosch 1832 mit Christian Ferdinand von Könitz (* 1756), Herzöglich Sächsisch-Meiningischer Geheimrat und Hofmarschall, dessen Ehe mit Henriette Freiin vom Spessart kinderlos blieb. Die fränkischen Besitzungen fielen an die Stammlinie zurück. Die Familie war am 14. Oktober 1790 durch den Sächsisch-Coburgischen Lehnshof im Königreich Bayern im Freiherrenstand anerkannt und am 18. Mai 1818 in die Freiherrenklasse der Adelsmatrikel aufgenommen worden.
Das seit ca. 1370 bestehende Könitz'sche Gut in Kaulsdorf ging 1687 an die von Dobeneck über, die bereits 1645 das andere Gut im Ort, Schloss Kaulsdorf, erworben hatten. Zwei Enkel des Johann Ernst von Könitz teilten 1740 den thüringischen Besitz. Johann Adam Friedrich übernahm den sächsischen Teil mit Wickersdorf, sein Bruder Anton Ludwig Carl bekam den schwarzburgischen mit Eyba und Knobelsdorf, dieser starb jedoch 1791 verarmt in Saalfeld, nachdem er seinen Besitz durchgebracht hatte. 1866 fiel das Obere Schloss in Untersiemau an die Herzogliche Landesbank zu Coburg, um 1870 starb der letzte Freiherr von Könitz auf Untersiemau, dessen Wasserschloss die Erben 1911 verkauften.
Alexander Freiherr von Könitz aus der thüringischen Linie (1790–1859) war bayerischer Oberst und Kämmerer. Seine Ehe mit Henriette von Kerstorf († 1854) hinterließ neben sechs Töchtern den späteren bayerischen General der Kavallerie Albert von Könitz (1842–1925). Aus der Linie seines Onkels Anton von Könitz (1779–1837) gingen u. a. Friedrich Adolf Hermann (1803–1866), Herzöglich Sächsisch-Coburg-Gothaischer Kammerherr, und Ernst August Emil Leopold (1809–1871), Gutsbesitzer zu Sondshof und im Landgericht Königshofen in Bayern, hervor.

## Wappen

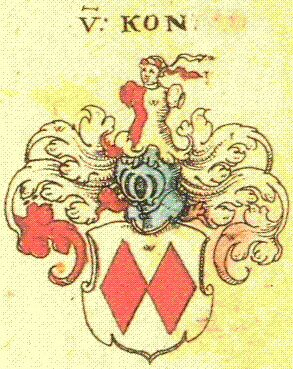
Wappen in Siebmachers Wappenbuch

Das Stammwappen zeigt in Silber zwei sich an den Ecken berührende und an den Schilderrand anstoßende aufrechtgestellte rote Wecken (Rauten). Auf dem Helm mit rot-silbernen Decken ein wachsender gestümmelter Neger in von Silber und Rot gespaltenem Wams mit abfliegender rot-silberner Stirnbinde.

## Trivia
Durch die Ehe von Hans Ludolf von Wurmb (1544–1626) mit Margaretha von Könitz, Tochter von Hartmann von Könitz (1513–1585) und Agnes (geb. von Watzdorf, 1519–1584), ist die Familie von Könitz mit Klaus Felix Friedrich Leopold Gabriel Archim Julius August von Amsberg, Vater von Claus von Amsberg, verbunden.